# Strade di categoria A della Zona 3

Le zone di numerazione per le strade di categoria A della Gran Bretagna

Secondo il sistema di numerazione delle strade della Gran Bretagna, in tali Paesi a ogni strada è assegnata una lettera singola, che rappresenta la categoria della strada, seguita da un numero, composta da 1 a 4 cifre.
Si riporta l'elenco delle strade di categoria A della Zona 3 in Gran Bretagna, che hanno il punto di partenza a ovest della strada A3 e a sud della strada A4 (strade che iniziano con la cifra 3).

## Strade a cifra singola e a doppia cifra
| Strada | Da                                             | A          | Note |
| ------ | ---------------------------------------------- | ---------- | --- |
|        | Monumento al grande incendio di Londra, Londra | Portsmouth | La maggior parte di questa strada è una strada principale. L'autostrada a lei parallela che corre a sud è chiamata A3(M). |
|        | Hounslow, West London                          | Land's End | Sostituita per 9,7 km (tra Popham e il raccordo di Bullington) dalla strada principale A303 a sudovest di Basingstoke. A ovest di Exeter è strada principale. |
|        | Guildford                                      | Bere Regis | Vicino alla M3, il suo tratto tra Romsey e Winchester è sostituito da: - L'autostrada M3, tra J10 e J11, a Winchester - La strada A3090 da J11 a Ower nel New Forest District, una strada tortuosa che per percorrere 18 km ne fa 26. |
|        | Gosport                                        | Alton      | Interamente nell'Hampshire |
|        | Winchester                                     | Reading    | Riprende a Southampton come varie strade, come ad esempio l'arteria stradale lungo il Southampton Dock. |
|        | Winchester                                     | Salford    | La maggior parte del tratto tra Oxford e Solihull senza dubbio corrisponde alla A44 e alla A3400. Comunque, il suo percorso attuale termina a nordest per confluire nell'autostrada M40, dalla quale si può accedere alla parte settentrionale della strada A34 dopo un raccordo con la M42. Essa è una strada principale fino a Oxford e tra Stafford e Stoke on Trent. |
|        | Southampton                                    | Honiton    | |
|        | Southampton                                    | Bath       | |
|        | Dorchester                                     | Bristol    | Separata in due dopo la ex città romana di Ilchester da un bypass, che costituisce un piccolo tratto della A303 |
|        | Bodmin                                         | Mansfield  | Sostituita dalla M5, da J27 a J31. A Birmingham una strada parallela più breve che entra nel centro della città è l'autostrada A38(M). Nel Devon meridionale, nello Staffordshire e nel Derbyshire ha due carreggiate. |
|        | Newton Park vicino a Bath                      | Falmouth   | |

## Strade a 3 cifre
| Strada | Da                                                       | A                                                     | Note |
| ------ | -------------------------------------------------------- | ----------------------------------------------------- | --- |
|        | Upper Thames Street, City of London                      | Newington Causeway, vicino a Elephant & Castle        | |
|        | Aldwych                                                  | St George's Circus                                    | |
|        | Hyde Park Corner, Londra                                 | Elephant & Castle                                     | Si divide in tre tratti: 1. Dalla London Inner Ring Road presso Grosvenor Place fino al sistema a senso unico di Victoria Street. 2. Victoria Street, metà della Piazza del Parlamento e quindi Bridge Street (Westminster Bridge). 3. Da St George's Road (a senso unico, a nordovest) dopo St George's Cathedral, Southwark). |
|        | Dal raccordo J8 dell'autostrada M3, a sud di Basingstoke | Honiton                                               | |
|        | Fulham                                                   | Fulham                                                | La parte occidentale della Fulham Road |
|        | East Sheen                                               | Twickenham                                            | |
|        | Hammersmith                                              | Roehampton                                            | |
|        | Kew                                                      | Cobham                                                | |
|        | Brompton                                                 | Maidenhead                                            | Si divide in tre tratti: uno da Brompton a Chelsea, il secondo da Chelsea all'area a nord di Putney Bridge e il terzo dal raccordo Robin Hood presso Kingston Vale fino a Maidenhead. |
|        | Twickenham                                               | Hook, Londra                                          | Si divide in due tratti: uno da Twickenham a Teddington come strada non primaria e un tratto più lungo di strada primaria da Hampton Court a Hook. |
|        | Kingston upon Thames                                     | Brentford                                             | |
|        | Hampton                                                  | Twickenham                                            | |
|        | Hampton                                                  | Harrow                                                | La strada è stata scherzosamente soprannominata la A three-one-queue ("A tre-uno-coda") a causa dei frequenti pesanti ingorghi che vi avvengono. Parte del suo percorso in precedenza andava da Hatton a Harlington passando per il sito dove ora sorge l'Aeroporto di Heathrow.                                                |
|        | Hampton Hill                                             | Teddington                                            | |
|        | Hanworth                                                 | Hounslow                                              | |
|        | Knightsbridge                                            | East Bedfont                                          | |
|        | Chiswick                                                 | Inizio dell'autostrada M3 (Sunbury-on-Thames)         | |
|        | Hersham                                                  | Chertsey                                              | |
|        | Chertsey                                                 | Byfleet                                               | |
|        | Lightwater                                               | Chertsey                                              | |
|        | Guildford                                                | Staines upon Thames                                   | |
|        | Henley                                                   | York Town, vicino a Camberley                         | La strada proseguiva a sud della A30 fino a Guildford attraverso le seguenti strade rinumerate: B3411 (attraverso Frimley Green), B3012 (fino a Pirbright), A324 (attraverso Pirbright), B3012 (fino a Fox Corner) e A322 (fino a Guildford).                                                                                   |
|        | Bracknell                                                | Guildford                                             | |
|        | Hartley Wintney                                          | Guildford                                             | |
|        | Woking                                                   | Normandy                                              | |
|        | Bagshot                                                  | Greatham                                              | |
|        | Totton                                                   | Fawley                                                | |
|        | Reading                                                  | Farnborough                                           | |
|        | Old Windsor                                              | Englefield Green                                      | |
|        | Wentworth, Virginia Water                                | Thame                                                 | |
|        | Maidenhead                                               | Sunningdale                                           | |
|        | Camberley                                                | Runfold                                               | |
|        | Bagshot                                                  | Slough                                                | |
| A333   | Hazel Grove (raccordo della A3) vicino a Grayshott       | Hindhead                                              | Rinumerata quando nel luglio 2011 è stato aperto lo Hindhead Tunnel; in precedenza parte della the A3. Il numero A333 era utilizzato fino al 1994 per la strada che univa Winchester a Cosham, quando essa fu declassata a strada di categoria B.                                                                               |
|        | Wickham                                                  | Southampton                                           | |
|        | Southampton                                              | Vicino a Eastleigh                                    | |
|        | Cadnam                                                   | Totton                                                | |
|        | Vicino a Cadnam                                          | Christchurch                                          | |
|        | Bournemouth                                              | Besselsleigh                                          | |
|        | Alton                                                    | Newbury                                               | |
|        | Basingstoke                                              | Pangbourne                                            | |
|        | Merley, (Poole)                                          | Red Hill Roundabout, Red Hill, Bournemouth            | |
|        | Chippenham                                               | Andover                                               | |
|        | Newbury                                                  | Lopcombe Corner, Winterslow                           | |
|        | Stonehenge, Durrington                                   | A360, Winterbourne Stoke                              | |
|        | Marlborough                                              | Salisbury                                             | |
|        | Ludgershall                                              | Swindon                                               | |
|        | Ferndown                                                 | Bournemouth                                           | |
|        | Trickett's Cross                                         | Poole                                                 | |
|        | Dalla A31, Wimborne                                      | Poole                                                 | |
|        | Poole                                                    | Raccordo J17 dell'autostrada M4, a nord di Chippenham | |
|        | Lytchett Minster bypass                                  | Swanage                                               | |
|        | Circonvallazione di Wareham                              | Sherborne                                             | |
|        | Weymouth                                                 | Warmwell                                              | |
|        | Salisbury                                                | Isle of Portland                                      | |
|        | Amersham                                                 | Windsor                                               | |
|        | Bower Hinton                                             | Grimstone                                             | |
|        | Dalla A371, vicino a Wincanton                           | Blandford Forum                                       | |
|        | Williton                                                 | A est di Colyford                                     | |
|        | Yeovil                                                   | Nunney                                                | |
|        | Devizes                                                  | Salisbury                                             | |
|        | Ilfracombe                                               | Kilsby                                                | Diventa la A4361 tra Beckhampton e Swindon. |
|        | Warminster                                               | Farrington Gurney                                     | |
|        | Bathford                                                 | Yarnbrook                                             | |
| A364   | Inutilizzato                                             |                                                       | In precedenza una strada tra Warminster e Chippenham. |
|        | Box                                                      | Seend Fork, Sells Green, Seend                        | Una breve strada divisa nei pressi del suo punto medio da Melksham e la sua circonvallazione |
|        | Trowbridge                                               | Crocevia di Ammerdown (vicino a Radstock)             | |
|        | Bath                                                     | Shepton Mallet                                        | |
|        | Marksbury                                                | Churchill                                             | |
|        | Portishead                                               | Bristol                                               | |
|        | Bristol                                                  | Vicino a Brent Knoll                                  | |
|        | Wincanton                                                | Weston-super-Mare                                     | |
|        | Podimore, Yeovilton                                      | Bridgwater                                            | |
|        | Honiton                                                  | Cullompton                                            | |
|        | Marsh Mills, Plymouth                                    | Trerulefoot                                           | Attraversa la Union Street a Plymouth |
|        | Honiton                                                  | Sidmouth                                              | |
|        | Exeter                                                   | Exmouth                                               | |
|        | Exeter                                                   | Barnstaple                                            | |
|        | Langport                                                 | Taunton                                               | |
|        | Kennford                                                 | Plymouth                                              | |
|        | Haldon                                                   | Torbay                                                | |
|        | Teignmouth                                               | Salcombe                                              | |
|        | Newton Abbot                                             | A est di Okehampton                                   | |
|        | Newton Abbot                                             | Bickington                                            | |
|        | Dartington                                               | Buckfastleigh                                         | In origine da Totnes ai pressi di Launceston via Two Bridges |
|        | Paignton                                                 | South Brent bypass                                    | |
|        | Plymouth                                                 | Appledore                                             | |
|        | Polbathic                                                | Polperro                                              | |
|        | Circonvallazione di Saltash                              | Landcross                                             | |
|        | Padstow                                                  | Lanivet                                               | |
|        | Tavistock                                                | Truro                                                 | |
|        | St Austell                                               | Lanivet                                               | |
|        | St. Columb Road                                          | Newquay                                               | |
|        | Redruth                                                  | Circonvallazione di Penryn                            | |
|        | Treliever Cross, Penryn                                  | Longrock, Ludgvan                                     | |
|        | Trewassa, a nordest di Camelford                         | Tregadillett, a ovest di Launceston                   | |
|        | Dunster                                                  | Cowley                                                | |
|        | Portsmouth                                               | Portsmouth                                            | |
| A398   | Inutilizzato                                             |                                                       | In precedenza una strada tra Taunton e South Molton. |
|        | Circonvallazione di South Molton                         | Ilfracombe                                            | |

## Strade a 4 cifre
| Strada            | Da                                                                  | A                                                   | Note |
| ----------------- | ------------------------------------------------------------------- | --------------------------------------------------- | --- |
|                   | Turnham Green                                                       | Chiswick                                            | |
|                   | Ealing                                                              | Brentford                                           | |
|                   | Brentford                                                           | Hanwell                                             | |
|                   | Mortlake                                                            | Barnes                                              | |
|                   | Isleworth                                                           | St Margarets                                        | |
|                   | Southall                                                            | Hounslow                                            | |
|                   | Henleys Corner, Hounslow                                            | Hounslow                                            | |
|                   | Richmond                                                            | Richmond                                            | |
|                   | Hampton                                                             | Hampton                                             | |
|                   | Esher                                                               | Esher                                               | |
|                   | Basingstoke                                                         | Basingstoke                                         | |
|                   | Farnborough                                                         | A331                                                | |
|                   | Farnborough                                                         | Fleet                                               | |
|                   | Sowton                                                              | Exeter                                              | |
|                   | Hale                                                                | Hog Hatch                                           | |
|                   | Cowes                                                               | Shanklin                                            | |
|                   | East Cowes                                                          | Newport                                             | |
|                   | A380, Kingskerswell                                                 | Brixham, Torbay                                     | |
|                   | Vicino a Havant                                                     | Hayling Island                                      | |
|                   | Southampton                                                         | Hedge End                                           | |
|                   | Southampton                                                         | Netley                                              | |
|                   | Ludgershall                                                         | North Tidworth                                      | |
|                   | Staplegrove                                                         | Taunton                                             | |
|                   | Durrington                                                          | A303 via Bulford                                    | |
|                   | Bedminster                                                          | Hotwells                                            | |
|                   | Sherborne                                                           | Lydlinch                                            | |
|                   | Chelsea Embankment                                                  | Battersea Park                                      | |
|                   | Hare Hatch                                                          | Charvil                                             | |
|                   | Weston-super-Mare                                                   | Uphill                                              | |
|                   | Southampton                                                         | Southampton Common                                  | |
|                   | County Hall, Londra                                                 | Wandsworth                                          | Si veda anche: Albert Embankment |
|                   | North Town, Taunton                                                 | Rowbarton, Taunton                                  | |
|                   | Bath                                                                | Bath                                                | |
|                   | Branksome                                                           | Wallisdown                                          | |
|                   | Staines upon Thames                                                 | Colnbrook                                           | |
|                   | Woking                                                              | Chobham                                             | |
|                   | Scorrier                                                            | Camborne                                            | |
|                   | Fleetsbridge                                                        | Boscombe                                            | |
|                   | Weybridge                                                           | Hampton Court                                       | |
|                   | Botley                                                              | Locks Heath                                         | |
|                   | Charmouth                                                           | Clyst St Mary                                       | |
|                   | Ryde                                                                | Totland                                             | Parte settentrionale del raccordo anulare di categoria A dell'Isola di Wight                                                                                                  |
|                   | Ryde                                                                | Totland                                             | Parte meridionale del raccordo anulare di categoria A dell'Isola di Wight |
|                   | Newport                                                             | Sandown                                             | |
|                   | Southampton                                                         | Andover                                             | |
|                   | Mellanvrane                                                         | St Austell                                          | |
|                   | St Columb Minor                                                     | St Columb Major                                     | |
|                   | Red Hill Roundabout, Bournemouth                                    | Iford, Bournemouth                                  | |
|                   | Odd Down                                                            | Widcombe                                            | |
|                   | Heston                                                              | Hanworth Road, Whitton                              | |
|                   | Milehouse                                                           | Weston Mill                                         | |
|                   | Staplegrove                                                         | Bishop's Hull                                       | |
|                   | Haselbury Plucknett                                                 | Bridport                                            | |
|                   | Lymington                                                           | Lyndhurst                                           | |
| A3070 (eliminata) | In precedenza collegava la A35 a sudest di Axminster con Lyme Regis | Ora declassata a tratto più meridionale della B3165 | Passava per Uplyme |
|                   | Penzance                                                            | St Just in Penwith                                  | |
|                   | Bickleigh                                                           | Bude                                                | |
|                   | Stratton, Cornwall                                                  | Bude                                                | |
|                   | Lelant                                                              | St Ives                                             | |
|                   | Trevemper, Newquay                                                  | Chiverton Cross, Blackwater                         | |
|                   | Mitchell                                                            | Gunmows Shop, St Newlyn East                        | |
|                   | Probus                                                              | St Mawes                                            | |
|                   | Okehampton                                                          | Holsworthy                                          | |
|                   | St Blazey                                                           | Fowey                                               | |
|                   | Helston                                                             | Lizard                                              | |
|                   | Yeovil                                                              | Stoke sub Hamdon                                    | |
|                   | Vicino a Winchester                                                 | Vicino a Totton                                     | In precedenza principalmente parte della A31 |
|                   | Andover                                                             | Andover                                             | |
|                   | Harnham                                                             | Quidhampton                                         | Forma la circonvallazione meridionale attorno a Salisbury |
|                   | Sandhurst                                                           | Bracknell                                           | |
|                   | Frome                                                               | Westbury                                            | |
|                   | Burpham                                                             | Milford                                             | In precedenza la A3. |
|                   | Swindon                                                             | Melksham                                            | |
|                   | Hugh Town                                                           | Hugh Town                                           | Strada circolare delle Isole Scilly |
|                   | Higher Moors o Rocky Hill, St Mary's                                | Hugh Town, St Mary's                                | |
|                   | Higher Moors o Rocky Hill, St Mary's                                | Hugh Town, St Mary's                                | |
|                   | M25 motorway Junction 14                                            | Aeroporto di Heathrow                               | |
|                   | Wrangaton                                                           | Ermington                                           | In precedenza B3211 |
|                   | Halwell                                                             | Dartmouth                                           | In precedenza parte della B3207 |
|                   | Combe Martin                                                        | Ilfracombe                                          | In precedenza parte della B3343 |
|                   | Whiddon Down, Drewsteignton                                         | Great Torrington                                    | In precedenza parte della B3220 e di strade non classificate |
|                   | Barnstaple                                                          | Barnstaple                                          | In precedenza parte della A39 |
|                   | Tiverton                                                            | Tiverton                                            | In precedenza parte della A396 |
|                   | Londra Bridge                                                       | County Hall                                         | Southwark Street/Stamford Street/York Road |
|                   | A300 Southwark Bridge Road                                          | The Borough                                         | Marshalsea Road |
|                   | Lambeth North station                                               | The Borough                                         | |
|                   | Lambeth Bridge                                                      | St George's Circus                                  | |
|                   | Elephant & Castle                                                   | Vauxhall                                            | Kennington Lane, parte del Londra Inner Ring Road |
|                   | Vauxhall                                                            | Wandsworth                                          | |
|                   | Wandsworth                                                          | Putney Bridge                                       | |
|                   | A240 a Surbiton                                                     | A243 a Surbiton                                     | Breve strada di collegamento |
|                   | Westminster                                                         | Torre di Londra                                     | |
|                   | Trafalgar Square                                                    | Chelsea                                             | Passa per Whitehall, poi Millbank e costeggia il lato nord del Tamigi lungo il Chelsea Embankment fino al Battersea Bridge. La House of Parliament sorge lungo questa strada. |
|                   | Pimlico                                                             | Eaton Square                                        | |
|                   | Buckingham Palace                                                   | Royal Hospital Chelsea                              | |
|                   | Knightsbridge                                                       | Clapham Common                                      | |
|                   | Victoria                                                            | Chelsea                                             | |
|                   | South Kensington                                                    | Fulham                                              | |
|                   | Fulham                                                              | Fulham                                              | Dawes Road |
|                   | Clapham Common                                                      | White City                                          | |
|                   | Staplegrove                                                         | Monkton Heathfield                                  | In precedenza parte della A361 |
|                   | Winnersh                                                            | Reading                                             | In precedenza tratto settentrionale della A329(M) |
|                   | Hockley Heath                                                       | Vicino a Chipping Norton                            | In precedenza parte della A34 |
|                   | Bath                                                                | Bath                                                | |